# Hagiosynodos latus
Hagiosynodos latus is een mosdiertjessoort uit de familie van de Cheiloporinidae. De wetenschappelijke naam van de soort is, als Lepralia lata, voor het eerst geldig gepubliceerd in 1856 door George Busk.